# 혜해탈
혜해탈(慧解脫, 산스크리트어: prajñā-vimukti, 팔리어: paññā-vimutti, 영어: liberated by wisdom, wisdom-liberation)은 불교의 성자들 중의 한 부류를 일컫는 말로서 구해탈(俱解脫) 또는 심해탈(心解脫)의 상대가 되는 것으로, 신해(信解)의 성자나 견지(見至)의 성자로서 비록 지혜 즉 반야 즉 무루지로 모든 번뇌를 단멸하였지만 아직 몸[身]으로는 8해탈(八解脫)을 모두 빠짐없이 성취하지는 못한 이를 말한다. 무루인 4향4과에서 모든 번뇌를 단멸한 계위는 아라한과이고 8해탈은 유루의 해탈로서 순차적으로 성취되므로, 달리 말하면, 혜해탈(慧解脫)은 출세간의 아라한과를 증득하였지만 유루의 제8해탈, 즉, 세간에 속하지만 열반과 유사한 선정인 멸진정을 성취하지는 못한 무학위의 성자를 말한다.
여기서, 8해탈(八解脫)은 다음과 같다. 8해탈은 유루의 해탈로서, 유루의 선정인 4선 · 4무색정 · 멸진정의 9차제정(九次第定)과 사실상 동의어라고 할 수 있다.
1. 내유색상관외색해탈(內有色想觀外色解脫)
2. 내무색상관외색해탈(內無色想觀外色解脫)
3. 정해탈신작증구족주(淨解脫身作證具足住)
4. 공무변처해탈(空無邊處解脫)
5. 식무변처해탈(識無邊處解脫)
6. 무소유처해탈(無所有處解脫)
7. 비상비비상처해탈(非想非非想處解脫)
8. 멸수상정해탈(滅受想定解脫)

혜해탈(慧解脫)은 다음의 분류 또는 체계에 속한다.
- 아라한의 한 부류이다.
- ① 수신행 ② 수법행 ③ 신해 ④ 견지 ⑤ 신증 ⑥ 혜해탈 ⑦ 구해탈의 7성(七聖) 중의 하나이다.
- 《중아함경》제30권 제127경〈복전경〉(福田經)과 《아비담감로미론》상권에 나오는 9무학(九無學) 중의 하나이다.

| 번호 | 현대 사전[14]  | 중아함경 복전경[15][16] | 아비담감로미론[17][18]  |
| 1    | 퇴법(退法)     | 사법(思法)              | 퇴법(退法)              |
| 2    | 사법(思法)     | 승진법(昇進法) = 감달법 | 불퇴법(不退法)          |
| 3    | 호법(護法)     | 부동법(不動法)          | 사법(思法)              |
| 4    | 안주법(安住法) | 퇴법(退法)              | 수법(守法) = 호법       |
| 5    | 감달법(堪達法) | 불퇴법(不退法)          | 주법(住法) = 안주법     |
| 6    | 부동법(不動法) | 호법(護法)              | 능진법(能進法) = 감달법 |
| 7    | 불퇴법(不退法) | 실주법(實住法) = 안주법 | 부동법(不動法)          |
| 8    | 혜해탈(慧解脫) | 혜해탈(慧解脫)          | 혜해탈(慧解脫)          |
| 9    | 구해탈(俱解脫) | 구해탈(俱解脫)          | 구해탈(俱解脫)          |
- 《아비달마구사론》제25권에 나오는 9무학(九無學) 중에는 속하지 않는다.[19][20][21][22]
  1. 퇴법아라한(退法阿羅漢)
  2. 사법아라한(思法阿羅漢)
  3. 호법아라한(護法阿羅漢) = 수법아라한(守法法阿羅漢)
  4. 안주법아라한(安住法阿羅漢) = 실주법아라한(實住法阿羅漢) = 주법아라한(住法阿羅漢) 
  5. 감달법아라한(堪達法阿羅漢) = 승진법아라한(昇進法阿羅漢) = 능진법아라한(能進法阿羅漢)
  6. 부동법아라한(不動法阿羅漢)
  7. 불퇴법아라한(不退法阿羅漢)
  8. 독각(獨覺)
  9. 대각(大覺) = 불(佛)
- 《성실론》제1권에 나오는 9무학(九無學) 중의 하나이다.[23][24]
  1. 퇴상아라한(退相阿羅漢)
  2. 수상아라한(守相阿羅漢)
  3. 사상아라한(死相阿羅漢)
  4. 가진상아라한(可進相阿羅漢)
  5. 주상아라한(住相阿羅漢)
  6. 불괴상아라한(不壞相阿羅漢)
  7. 혜해탈상아라한(慧解脫相阿羅漢)
  8. 구해탈상아라한(俱解脫相阿羅漢)
  9. 불퇴상아라한(不退相阿羅漢)
- 18유학(十八有學)과 9무학(九無學)을 통칭하는 27현성(二十七賢聖) 중의 하나이다.

## 8해탈

### (1) 내유색상관외색해탈
내유색상관외색해탈(內有色想觀外色解脫)은 4선 중 초선(初禪)과 제2선(第二禪)에 의지하여 부정관(不淨觀)을 수행하여 현색탐(顯色貪)을 대치하는 것으로, 바깥 대상의 색깔에 대하여 퍼렇게 어혈든[靑瘀] 색깔 등을 관하는 부정관을 닦아 마음 속에 있는 빛깔에 대한 탐욕을 버리는 것을 뜻한다. 탐욕을 떠난 것이므로 해탈이라 이름한다.

### (2) 내무색상관외색해탈
내무색상관외색해탈(內無色想觀外色解脫)은 4선 중 초선(初禪)과 제2선(第二禪)에 의지하여 부정관(不淨觀)을 수행하여 현색탐(顯色貪)을 대치하는 것으로, 마음 속에 있는 색깔에 대한 탐욕은 이미 없어졌지만 이 상태를 더욱 견고히 유지하기 위해 바깥 대상의 빛깔에 대하여 퍼렇게 어혈든[靑瘀] 빛 등을 관하는 부정관을 계속 닦는 것을 말한다. 탐욕를 다시 일으키지 않게 하는 것이므로 해탈이라 이름한다.

### (3) 정해탈신작증구족주
정해탈신작증구족주(淨解脫身作證具足住)는 4선 중 제4선(第四禪)에 의지하여 정관(淨觀)을 수행하여 탐욕을 일으키지 않는 상태를 체득하는 것으로, 부정관(不淨觀)을 버리고 바깥 대상의 색깔에 대하여 청정한 방면 즉 아름다운 색깔을 주시하여도 탐욕이 일어나지 않고 그 상태를 '몸으로 완전히 체득하여 안주하는 것'[身作證具足住]을 말한다. 탐욕를 일으키지 않게 하는 것이므로 해탈이라 이름한다.

### (4) 공무변처해탈
공무변처해탈(空無邊處解脫)은 4무색정 중 공무변처정에 의지하여 물질[色] 즉 색깔과 모양에 대한 생각을 완전히 버리는 것을 말한다. 물질[色]의 속박, 즉, 물질에 대한 마음의 한계를 벗어나는 것이므로 해탈이라 이름한다.

### (5) 식무변처해탈
식무변처해탈(識無邊處解脫)은 4무색정 중 식무변처정에 의지하여 허공(공간)에 대한 생각을 완전히 버리는 것을 말한다. 허공의 속박, 즉, 허공에 대한 마음의 한계를 벗어나는 것이므로 해탈이라 이름한다.

### (6) 무소유처해탈
무소유처해탈(無所有處解脫)은 4무색정 중 무소유처정에 의지하여 마음[識]에 대한 생각을 완전히 버리는 것을 말한다. 마음[識]의 속박, 즉, 마음에 대한 마음의 한계를 벗어나는 것이므로 해탈이라 이름한다.

### (7) 비상비비상처해탈
비상비비상처해탈(非想非非想處解脫)은 4무색정 중 비상비비상처정에 의지하여, '마음[識]에 대한 생각을 완전히 버린 상태' 즉 무소유심(無所有心)을 다시 완전히 버리는 것을 말한다. 있음과 없음에 대한 마음의 한계를 벗어나는 것이므로 해탈이라 이름한다.

### (8) 멸수상정해탈
멸수상정해탈(滅受想定解脫): 멸진정(滅盡定)에 의지하여 '일체의 마음[心]과 마음작용[心所]'이 소멸된 적정(寂靜)의 상태에 들어가는 것을 말한다. 마음과 수(受) · 상(想) 등의 마음작용의 한계 또는 시끄러움을 벗어난 고요한 상태이므로 해탈이라 이름한다. '일체의 마음과 마음작용'이란 부파불교의 교학에 따르면 6식과 6식과 상응하는 모든 마음작용을 뜻한다. 대승불교의 교학에 따르면 6식 모두와 제7 말나식의 염오한 부분 및 이 마음들과 상응하는 모든 마음작용을 뜻한다.

## 경론별 설명

### 중아함경
T01n0026_p0751b19║若有比

T01n0026_p0751b20║丘非俱解脫，有慧解脫者，云何比丘有

T01n0026_p0751b21║慧解脫？若有比丘八解脫身不觸成就遊，以

T01n0026_p0751b22║慧見諸漏已盡已知，如是比丘有慧解脫，

T01n0026_p0751b23║此比丘我說不行無放逸。所以者何？此賢

T01n0026_p0751b24║者本已行無放逸，若此賢者本有放逸者，

T01n0026_p0751b25║終無是處，是故我說此比丘不行無放逸。

T01n0026_p0751b26║此二比丘我說不行無放逸。
혹 어떤 비구는 구해탈이 아닌 혜해탈(慧解脫)만 있다. 어떤 비구에게 혜해탈이 있는가? 혹 어떤 비구는 8해탈을 몸으로 체험해 성취하여 노닐지는 못하지만 지혜로써 관찰하여 모든 번뇌가 이미 다하고 이미 그것을 안다. 이런 비구는 혜해탈이 있으므로 나는 이런 비구에게도 ‘방일함이 없게 행동하려 하지 말라’고 말한다. 왜냐하면 이 사람은 본래 이미 방일한 행동이 없기 때문이다. 만일 이 사람이 본래부터 방일함이 있었다면 끝내 그리 될 수 없었을 것이다. 그러므로 나는 이런 비구에게는 ‘방일함이 없게 행동하려 하지 말라’고 말한다. 그래서 나는 이런 두 부류 비구에게는 ‘방일함이 없게 행동하려 하지 말라’고 말한다.

 — 《중아함경》 제51권 제195경 〈아습패경〉(阿濕貝經).  한문본 & 한글본

### 아비달마대비바사론
《아비달마대비바사론》제54권에서는 혜해탈을 다음과 같이 정의하고 있다.

T27n1545_p0278c14║云何慧解脫補特伽羅。謂信勝解或

T27n1545_p0278c15║見至但以慧盡諸漏。未以身具證八解脫。

T27n1545_p0278c16║彼捨信勝解或見至得慧解脫。問彼於爾

T27n1545_p0278c17║時。何所捨得。答捨名得名捨道得道。捨

T27n1545_p0278c18║名者捨信勝解或見至名。得名者得慧解

T27n1545_p0278c19║脫名。捨道者捨修道。得道者得無學道。

어떤 이를 혜해탈(慧解脫)의 보특가라라 하는가? 신승해나 견지로서 지혜로만 모든 번뇌를 끊었을 뿐이요, 아직 몸으로 8해탈을 빠짐없이 증득하지 못한 이를 가리켜 신승해나 견지를 버리고 혜해탈을 얻은 이라 한다.
【문】그는 그럴 때에 무엇을 버리고 무엇을 얻는가?
【답】 이름을 버리고 이름을 얻으며 도를 버리고 도를 얻는다. 이름을 버린다 함은 신승해나 견지의 이름을 버리는 것이요, 이름을 얻는다 함은 혜해탈의 이름을 얻는 것이며, 도를 버린다 함은 수도(修道)를 버리는 것이요, 도를 얻는다 함은 무학도(無學道)를 얻는 것이다.

 — 《아비달마대비바사론》제54권. 한문본 & 한글본
또한 《아비달마대비바사론》제54권에서는 혜해탈에 대해 다음과 같이 설명하고 있다.

T27n1545_p0280a28║問何故名慧解脫。

T27n1545_p0280a29║答由彼以慧盡諸漏未以身證八解脫故

T27n1545_p0280b01║名慧解脫。
【문】무엇 때문에 혜해탈(慧解脫)이라 하는가?
【답】 그는 지혜로써 모든 번뇌를 다했지만 아직 몸으로써 8해탈을 증득하지는 못했기 때문에 혜해탈이라고 한다.

 — 《아비달마대비바사론》제54권. 한문본 & 한글본

### 아비달마구사론
T29n1558_p0131b26║依解脫異立後

T29n1558_p0131b27║二種。謂依唯慧離煩惱障者立慧解脫。依

T29n1558_p0131b28║兼得定離解脫障者立俱解脫。
해탈의 차이에 근거하여 마지막 두 종류를 설정하였으니, 이를테면 오로지 혜(慧)에 의해 번뇌의 장애[煩惱障]를 떠난 성자를 ‘혜해탈’로 설정하였으며, 아울러 선정[定]을 획득함에 따라 해탈의 장애[解脫障]마저 떠난 성자를 ‘구해탈’로 설정하였다.58)
58) 해탈의 장애[解脫障]는 정장(定障)이라고도 하는데, 여기서 해탈은 멸진정. 즉 멸진정에 들어가는 것을 장애하는 무부무기성인 저열한 무지인 불염오무지를 말한다. 차송(次頌) 참조.

 — 《아비달마구사론》제25권. 한문본 & 한글본

### 아비담감로미론
T28n1553_p0973c10║云何慧解脫。不得滅盡定。

T28n1553_p0973c11║是慧解脫。
무엇을 혜해탈(慧解脫)이라 하는가? 멸진정을 얻지 못한 것이 혜해탈이다.

 — 《아비담감로미론》상권. 한문본 & 한글본

### 성실론
T32n1646_p0246c11║因滅盡定故。有二人不得此定

T32n1646_p0246c13║名慧解脫。得此定者名俱解脫。
멸진정(滅盡定)에 의거하여 두 부류의 사람이 있다. 이 삼매[定] 즉 멸진정을 획득하지 못한 이를 혜해탈(慧解脫)이라 하고 이 삼매를 획득한 이를 구해탈(俱解脫)이라 한다.

 — 《성실론》제1권. 한문본 & 한글본은 편집자가 번역

## 같이 보기
- 정혜쌍수
- 성자 (불교)
- 6종아라한(六種阿羅漢)
- 7성(七聖)
- 9무학(九無學)
- 18유학(十八有學)
- 27현성(二十七賢聖)
- 42현성(四十二賢聖)